# Ереванская улица (Москва)
Ерева́нская у́лица — улица в районе Царицыно города Москвы, названная в честь столицы Армении — Еревана.
Находится между Каспийской улицей и Кавказским бульваром. Из примечательных строений на ней расположен торговый центр «Эльбрус» (ранее — одноимённый кинотеатр) и стоянка автобусов некоторых маршрутов бывшего 9-го автобусного парка. Около школы и вплоть до Кавказского бульвара улица разветвляется на две с односторонним движением. Между ними находятся небольшой торговый комплекс, районный центр и небольшой сквер.

## Транспорт
По всей улице проходят следующие автобусные маршруты:
- с823:  Каширская —  Кантемировская —  Царицыно — Ереванская улица —  Москворечье — Сабурово.
- 844:  Нагатинская —  Каширская — Ереванская улица —  Царицыно.

## Примечательные здания и сооружения

### по нечётной стороне
- № 23 — Городская поликлиника № 166 Филиал № 1;
- № 35 — конечная остановка автобусов «Ереванская улица».

### по чётной стороне
- № 20, стр. 2 — школа № 1466 имени Надежды Рушевой[1]. Здесь находится музей Нади Рушевой[2].